# フォトチャージング方式
フォトチャージング方式（フォトチャージングほうしき）は、図書館資料の貸し出し手続きにおける方法のひとつ。

## 概要
16mmフィルムもしくは8mmフィルムの撮影機を使用し、利用者が持参した貸出利用券・書名・番号入り処理カード（トランザクション・カードとも称する）の3つを撮影し、図書館側で記録および保存する。利用者には、資料およびトランザクション・カードを貸し出す。返却の際には、トランザクション・カードを抜き取った上で番号順に整理することとなる。未返却資料はトランザクション・カードが図書館側に存在しないことになるため、督促の処理が可能となる。大量の貸し出し件数の処理に向く。しかし、フィルム代および現像代としてコストが掛かるのが問題点である。

## 主な採用事例
- 横浜市磯子図書館[2]
- 名古屋市千種図書館（児童向け貸し出し）[3]